# 루이 드 몽팡시에 공작

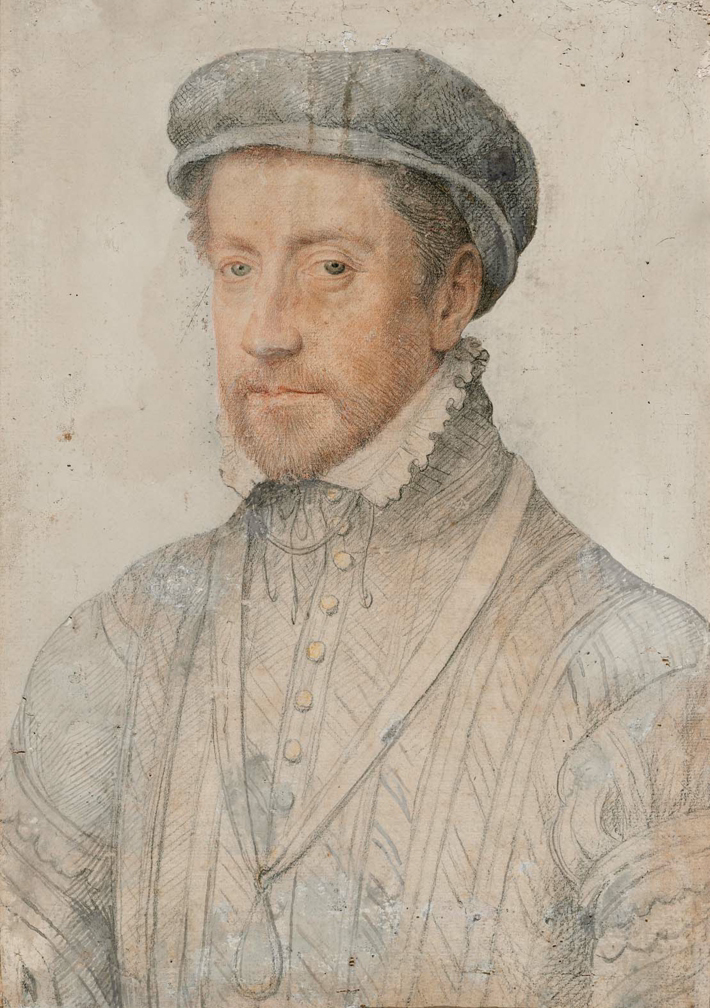
루이 드 몽팡시에 공작

루이 3세 드 몽팡시에(Louis III de Montpensier)는 몽팡시에 공작이다. 부친은 루이 드 라로슈쉬르용 공작이며 모친은 루이즈 드 몽팡시에 백작 영애이다. 부계 모계 모두 루이 1세 드 부르봉 공작과 같은 조상을 둔 부르봉가의 핏줄이다.